# 美国，美国
《美国，美国》（英語：America America）是一部1963年的美国剧情片，由伊利亚·卡赞改编自他自己的书（1962年出版）并执导、制作。
电影讲述的是一个追求美国梦的希腊男孩的故事。卡赞在这部电影中使用的都是不知名的小演员，主演为希腊演员斯塔西斯·加埃里斯。2001年，它被美国国会图书馆国家影片登记表收录。